# Alexandra Leonidowna Pawlowa
Alexandra Leonidowna Pawlowa (russisch Александра Леонидовна Павлова; * 10. September 1964 in Moskau; † 26. September 2013 ebenda) war eine sowjetisch-russische Architektin, Künstlerin und Hochschullehrerin.

## Leben
Pawlowas Vater Leonid Nikolajewitsch Pawlow (1909–1990) war Architekt und Professor des Moskauer Architektur-Instituts (MArchI). Ihre Mutter Lija Iossifowna Pawlowa ist Professorin im Bereich Architektur der Moskauer Nationalen Forschungsuniversität für Bauwesen. Der Großvater Nikolai Pawlow war Professor für Physik der Universität Moskau, stand im Kontakt mit Marie Curie, war Geheimer Rat (3. Rangklasse) am Hof Nikolaus II. und war befreundet mit Anatoli Wassiljewitsch Lunatscharski.
Pawlowa studierte am MArchI in der Fakultät für Wohngebäude und öffentliche Gebäude mit Abschluss 1988 als Architektin. Ihre Lehrer waren ihr Vater und Boris Grigorjewitsch Barchin.
Ab 1989 betätigte sich Pawlowa als Konzeptkünstlerin und arbeitete mit der Gruppe Art-Blja (Gruppe AB) ihres Mannes Andrei Sawin zusammen.
1996 begann Pawlowa die Partnerschaft mit dem Architekten Juri Eduardowitsch Grigorjan (* 1965). so dass sie 1999 mit ihm das Moskauer Architekturbüro Projekt Meganom für modernes Bauen gründete (benannt nach dem Felsmassiv Meganom an der Südostküste der Krim zwischen Feodossija und Sudak). Dazu gehörten Architekten, die teilweise seit 1991 zusammenarbeiteten. Julija Wassiljewna Bytschkowa arbeitete dort 2003–2005.
Pawlowa lehrte am MArchI 2006–2013.
Pawlowas Bruder Nikolai Leonidowitsch Pawlow ist Professor des MArchI.

## Ausstellungen (Auswahl)
- Installation Gläserner Turm an der Krymskaja Nabereschnaja in Moskau (1989–1990, gefilmt)
- Ausstellung in Kiel (1991)
- Ausstellungen in Moskau (1992–1993)
- Ausstellung in Wilna
- Ausstellung der Jan van Eyck Academie in Maastricht (1994)
- jährliche Ausstellung Arch Moskwa: Meganom-Projekte ausgezeichnet als Beste Projekte (2003–2004), Diplome (1997–2005)